# Visoncourt
Visoncourt település Franciaországban, Haute-Saône megyében. Lakosainak száma 37 fő (2022. január 1.). Visoncourt Éhuns, Baudoncourt, Brotte-lès-Luxeuil, Mailleroncourt-Charette, Servigney és Villers-lès-Luxeuil községekkel határos.

## Népesség
A település népessége az elmúlt években az alábbi módon változott:
| Lakosok száma | 36   | 39   | 42   | 40   | 40   | 39   | 39   | 38   | 37   |
|               | 2013 | 2015 | 2016 | 2017 | 2018 | 2019 | 2020 | 2021 | 2022 |